# Гертруда (мать Гамлета)
Гертруда — героиня трагедии Уильяма Шекспира «Гамлет», мать Гамлета, королева.

## Образ Гертруды в пьесе
Гертруда недавно похоронила мужа, но это не помешало ей вскоре выйти замуж за его брата, Клавдия, прекрасно понимая поспешность брака, о чём она потом и скажет Клавдию. Также в пьесе нет ни одной реплики, в которой королева говорила бы о своих чувствах к новому мужчине.
У Гертруды также нет ни супружеской верности, ни материнской чуткости. Её якобы искренне волнует безумие сына, она просит его друзей узнать, что с ним произошло, но, судя по её же словам, она прекрасно осознает причины такого состояния Гамлета. При этом она легко соглашается с версией Полония, что Гамлет сошёл с ума от неразделённой любви к Офелии.
В финале Гертруда случайно выпивает отравленный напиток, предназначенный Гамлету, и умирает во время поединка Лаэрта с Гамлетом.

## Появление
- 1948 год — «Гамлет», реж. Лоренс Оливье, в исполнении Айлин Хёрли
- 1964 год — «Гамлет», реж. Григорий Козинцев, в исполнении Эльзы Радзиня
- 1969 год — «Гамлет», реж. Тони Ричардсон, в исполнении Джуди Парфитт[1]
- 1990 год — «Гамлет», реж. Франко Дзеффирелли, в исполнении Гленн Клоуз
- 1990 год — «Розенкранц и Гильденстерн мертвы», реж. Том Стоппард, в исполнении Джоанны Майлз
- 1996 год — «Гамлет», реж. Кеннет Брана, в исполнении Джули Кристи
- 2000 год — «Гамлет», реж. Майкл Алмерейда, в исполнении Дайан Венора[2]
- 2018 год — «Офелия», реж. Клэр Маккарти[англ.], в исполнении Наоми Уоттс[3]